# آنجلو گوردون
آنجلو گوردون (انگلیسی: Angelo Gordon) شرکت سرمایه‌گذاری آمریکایی است، که در سال ۱۹۸۸ تأسیس شد.